# Johann Nepomuk Szovits
Johann Nepomuk (Osip Ivanovich) Szovits (1782 - 1830) fue un botánico húngaro. Trabajó como farmacéutico en Odessa. Realizó recolecciones de especímenes de plantas en el Cáucaso, Armenia, Azerbaiyán.

## Honores

### Eponimia
- (Adiantaceae) Notholaena szovitsii Keys.[1]

- (Asphodelaceae) Asphodelus szovitsii K.Koch[2]

- (Asteraceae) Chrysanthemum szovitsii Bordz.[3]

- (Asteraceae) Hieracium szovitsii (Nägeli & Peter) Üksip[4]

- (Asteraceae) Pyrethrum szovitsii Sosn.[5]

- (Boraginaceae) Heterocaryum szovitsianum (Fisch. & C.A.Mey.) A.DC.[6]

- (Boraginaceae) Lappula szovitsiana Druce[7]

- (Brassicaceae) Pseudocamelina szovitsii (Boiss.) N.Busch ex Grossh.[8]

- (Caryophyllaceae) Gypsophila szovitsii Fisch. & C.A.Mey. ex Fenzl[9]

- (Cyperaceae) Carex szovitsii V.I.Krecz.[10]

- (Euphorbiaceae) Tithymalus szovitsii Klotzsch & Garcke[11]

- (Hyacinthaceae) Botryanthus szovitsianus Hort.Bonn. ex Baker[12]

- (Hyacinthaceae) Muscari szovitsianum Rupr. ex Boiss.[13]

- (Hyacinthaceae) Ornithogalum szovitsii Láng[14]

- (Iridaceae) Gladiolus szovitsii Grossh.[15]

- (Lamiaceae) Salvia szovitsiana Bunge[16]

- (Liliaceae) Gagea szovitsii Besser ex Schult.f.[17]

- (Liliaceae) Lilium szovitsianum Fisch. & Avé-Lall.[18]

- (Poaceae) Stipagrostis szovitsiana (Trin. & Rupr.) Mussajev[19]

- (Polygalaceae) Polygala szovitsiana Steven ex Rupr.[20]

- (Rosaceae) Aria szovitsii Decne.[21]

- (Rosaceae) Crataegus szovitsii Pojark.[22]

- (Rosaceae) Potentilla szovitsii Th.Wolf[23]

- (Rubiaceae) Asperula szovitsii Ehrend. & Schönb.-Tem.[24]

- (Scrophulariaceae) Verbascum szovitsianum Boiss.[25]

- (Valerianaceae) Valerianella szovitsiana Fisch. & C.A.Mey.[26]

- La abreviatura «Szov.» se emplea para indicar a Johann Nepomuk Szovits como autoridad en la descripción y clasificación científica de los vegetales.[27]

Se poseen 13 registros IPNI de sus identificaciones y clasificaciones de nuevas especies, las que publicaba habituamente en : Enum. Pl. [Kunth]; Index Seminum [St. Petersburg]; Fl. Orient. [Boissier]; Linnaea; Bull. Soc. Imp. Naturalistes Moscou; Tent. Gen. Tamar.